# یاکوب کامینسکی
یاکوب کامینسکی (لهستانی: Jakub Kamiński؛ زادهٔ ۵ ژوئن ۲۰۰۲) بازیکن فوتبال اهل لهستان است که در پست وینگر چپ برای باشگاه فوتبال لخ پوزنان در لیگ برتر فوتبال لهستان بازی می‌کند.